# Matias Concha
Matias Concha (ur. 31 marca 1980 w Malmö), wzrost: 180 cm, waga: 83 kg, szwedzki piłkarz, występuje na pozycji prawego obrońcy.

## Życiorys
Swoją karierę rozpoczynał w niewielkim szwedzkim klubie, Kulladals FF i grał tam do 1997 roku. Następnie przeniósł się do Malmö FF, ale początkowo był zawodnikiem drużyn juniorskich tego klubu. Do pierwszego składu został powołany w 2000 roku i zadomowił się w nim na dłużej. W 2000 roku, rozgrywając 19 spotkań w pierwszym składzie, wywalczył awans do Allsvenskan. Malmö zajęło drugie miejsce, tuż za przyszłym klubem Matiasa - Djurgårdens IF, tracąc do nich zaledwie trzy punkty. Pierwszy sezon nie był dla młodego obrońcy udany, bowiem rozegrał tylko 6 spotkań, w tym 2 od pierwszej minuty. Jego klub zajął 9. miejsce i do ostatnich kolejek walczył o bezpieczne utrzymanie. W 2002 roku Malmö został rewelacją rozgrywek i zajęło drugie miejsce. Concha przyczynił się do tego, 15 razy wybiegając w pierwszym składzie. Sezon później nie udało się obronić wicemistrza kraju i Malmö wylądowało na 3. pozycji. Po znakomicie grającego prawego obrońce sięgnął ówczesny mistrz kraju, czyli Djurgårdens i w tym momencie zaczął się pech Matiasa. Jego poprzedni klub zajął upragnione pierwsze miejsce, natomiast obecny uplasował się dopiero na 4. pozycji, co było dla nich porażką. Dopiero w 2005 roku Concha posmakował mistrzowskiego pucharu, rozgrywając 23 mecze w pierwszym składzie. Djurgårdens zaczęło grać coraz gorzej. Szóste (2 gole Conchy w tym sezonie), a następnie piąte miejsce nie oddawały ambicji i aspiracji mistrzowskich tego klubu. Concha był przez cały czas jednym z wyróżniających się zawodników na swojej pozycji i nic dziwnego, że zaczęły o niego zabiegać lepsze kluby, głównie z Bundesligi. Licznik jego występów w kraju zatrzymał się na liczbie 114, a Matias Concha od nowego sezonu będzie reprezentował barwy VfL Bochum. W 2012 roku wrócił do Malmö FF. W 2013 roku wywalczył z nim mistrzostwo kraju. W 2014 zakończył karierę.
- Concha ma za sobą 4 występy w reprezentacji Trzech Koron. Debiutował 23 stycznia 2006, w zremisowanym 0-0 meczu z Jordanią.
- Bratem Matiasa jest szwedzki śpiewak - Fernando Concha, urodzony 2 lipca 1976 roku.
- Ojciec Matiasa i Fernando pochodzi z Chile.

## Kariera w liczbach
| Sezon   | Klub           | Kraj    | Flaga   | Rozgrywki   | Mecze | Bramki |
| ------- | -------------- | ------- | ------- | ----------- | ----- | ------ |
| 2000    | Malmö FF       | Szwecja | Szwecja | Superettan  | 19    | 0      |
| 2001    | Malmö FF       | Szwecja | Szwecja | Allsvenskan | 6     | 0      |
| 2002    | Malmö FF       | Szwecja | Szwecja | Allsvenskan | 15    | 0      |
| 2003    | Malmö FF       | Szwecja | Szwecja | Allsvenskan | 18    | 0      |
| 2004    | Djurgårdens IF | Szwecja | Szwecja | Allsvenskan | 22    | 0      |
| 2005    | Djurgårdens IF | Szwecja | Szwecja | Allsvenskan | 23    | 0      |
| 2006    | Djurgårdens IF | Szwecja | Szwecja | Allsvenskan | 20    | 2      |
| 2007    | Djurgårdens IF | Szwecja | Szwecja | Allsvenskan | 9     | 0      |
| 2007/08 | VfL Bochum     | Niemcy  | Niemcy  | Bundesliga  | 18    | 0      |
| 2008/09 | VfL Bochum     | Niemcy  | Niemcy  | Bundesliga  | 15    | 0      |
| 2009/10 | VfL Bochum     | Niemcy  | Niemcy  | Bundesliga  | 21    | 0      |
| 2010/11 | VfL Bochum     | Niemcy  | Niemcy  | Bundesliga  | 10    | 0      |
| 2011/12 | VfL Bochum     | Niemcy  | Niemcy  | Bundesliga  | 1     | 0      |
| 2012    | Malmö FF       | Szwecja | Szwecja | Allsvenskan | 2     | 0      |
| 2013    | Malmö FF       | Szwecja | Szwecja | Allsvenskan | 7     | 0      |
| 2014    | Malmö FF       | Szwecja | Szwecja | Allsvenskan | 8     | 0      |